# The Holy City (Hovhaness)
The Holy City is een compositie van de Armeens-Schotse componist Alan Hovhaness. Er wordt niet aangegeven om welke heilige stad het gaat.
Het werk is gecomponeerd voor trompet en strijkinstrumenten en is één lange hymne van de trompet boven de begeleiding. De trompettist heeft hier een cantorachtige functie. The Holy City is een voortzetting van een traditie die de componist inzette met Khrimian Hairig en The Prayer of Saint Gregory, maar is geschreven in een veel modernere stijl. Waren Khrimian Hairig en The Prayer geschreven in de puur Armeense muziekstijl; The Holy City is meer geschreven in de latere stijl van de componist. Hij paste dissonanten en murmur toe, maar ook vrije ritmetechnieken, zodat de muziek tijdloos lijkt. Een ander fenomeen dat in dit werk is ingebracht zijn de talloze glissandi, ook bijna een kenmerk binnen zijn latere oeuvre.

## Orkestratie
- solisten:trompet,
- buisklokken, harp
- violen, altviolen, celli, contrabassen

## Discografie
- Uitgave Koch International: Chris Gecker (trompet) met het Manhattan Chamber Orchestra o.l.v. Richard Auldan Clark; opname 1995 (niet meer verkrijgbaar)
- Uitgave CRI: Elgar Howarth (trompet); Royal Philharmonic Orchestra o.l.v. Arthur Bennett Lipkin (opname 1970); verder verschenen in heruitgaven
- Uitgave Dorian: Staatsphilharmonie Bratislava o.l.v. Kerry Stratton (opname 1997
- Uitgave BBC; BBC Symphony Orchestra o.l.v. Rumon Gamba (privéopname omroep 2002)